# M-208
La M-208 es una carretera de la Red Principal de la Comunidad de Madrid (España). Con una longitud de 10,26 km, une las carreteras M-300 en Arganda del Rey cerca del barrio de La Poveda y la M-203 a la altura de Mejorada del Campo. Su función principal es la unión de ambas poblaciones. En los últimos años[¿cuándo?] se han llevado a cabo diversas mejoras en cuestión de seguridad y comodidad.

## Recorrido
Localidades que atraviesa
- Arganda del Rey
- Velilla de San Antonio
- Mejorada del Campo

Enlaces

### Arganda del Rey
- M-300

### Velilla de San Antonio
- M-217
- R-3

### Mejorada del Campo
- M-203

## Desdoblamiento
Actualmente se ha duplicado su calzada en el tramo comprendido entre Velilla de San Antonio y la R-3, junto a la cual se ha construido una rotonda, quedando pendiente la duplicación del tramo entre la R-3 y Mejorada del Campo y en estudio informativo de duplicación el tramo entre Rivas y Velilla, el cual atravesaría el Parque Regional del Sureste, por lo que su ejecución en términos medioambientales es complicada.

## Tráfico
El tráfico promedio de la carretera en 2011 se detalla en la siguiente tabla con las cifras de vehículos diarios en cada tramo:
| KM    | Intensidad media diaria | % Vehículos pesados | Ubicación del P.K. de medición                           |
| ----- | ----------------------- | ------------------- | -------------------------------------------------------- |
| 1,060 | 5.830                   | 19,26               | Entre Velilla de San Antonio y la intersección con M-300 |
| 5,130 | 8.598                   | 28,13               | Variante de Velilla de San Antonio                       |
| 9,240 | 16.594                  | 13,84               | Entre Mejorada del Campo y la variante de Velilla        |